# Мангровая змея
Мангровая змея, или уленбуронг (лат. Boiga dendrophila) — ядовитая змея из рода бойга семейства ужеобразных.
Общая длина достигает 2,5 метра. Телосложение массивнее по сравнению с другими бойгами, шейный перехват не столь выражен, голова менее отграничена от туловища. Туловище сильно сжатое с боков, почти треугольной формы в сечении.
Спина блестящего чёрного цвета с синеватым отливом и узкими поперечными ярко-жёлтыми полосами, которые часто расширяются книзу, прерываются в области позвоночника или образуют сплошное полукольцо. У некоторых особей эти полосы белого цвета. Горло и брюхо в передней части жёлтые. Ближе к хвосту брюхо становится чёрным.
Любит равнинные болотистые первичные леса, мангровые заросли на побережье, вторичные леса, берега водоёмов, участки, используемые для выращивания сельскохозяйственных культур. Не избегает соседства с человеком. Прекрасно лазает по деревьям, для дневного отдыха использует толстые ветви, свисающие над водой. Ночью во время охоты нередко спускается на землю. Питается небольшими позвоночными, лягушками, ящерицами, другими змеями, птицами и их яйцами, млекопитающими.
Агрессивная змея, способная за себя постоять. Ядовитые зубы расположены в глубине верхней челюсти. Действие яда крупных особей может иметь клинические проявления, такие как появление опухоли в месте укуса, лихорадка, которая напоминает гриппозную инфекцию, тошнота, которые, однако, бесследно проходят через 2—3 дня.
Это яйцекладущая змея. Самка откладывает от 4 до 15 яиц.
Живёт в южном Таиланде, на Малайском полуострове, Больших и Малых Зондских островах, Филиппинах.
В состав этого вида также часто включают узкополосную (чёрную) мангровую змею (Boiga gemmicincta), обитающую на Сулавеси, хотя есть данные, позволяющие считать её отдельным видом. Иногда встречается в Камбодже и южном Вьетнаме.